# モバゆび
モバゆびは、携帯ポータルサイト「Mobage」（旧称・モバゲータウン）の公式キャラクターである。

## 概要
携帯ゲームにつきものである「止まらない親指」をコンセプトに作られたキャラクター。
CMの放映開始日である2007年8月27日に登場した。
外観は親指そのものであり、背面には爪が付いている。顔と思われる部分には渦巻状の指紋と口が付いている。
Mobage内には実際にプロフィールページが存在し、一般ユーザーや有名人と同様に日記を付けている。
ただし、有名人扱いであるのでミニメールなどのやり取りはできない。
また、同サイトで配信されているゲームに様々な形で登場している。

### プロフィール
- 職業：サラリーマン（元タクシーの運転手）
- 趣味：人間観察、モバゲー
- 特技：指圧
- 座右の銘：「指圧の心はモバ心。押せば頭突きの雨嵐。」
- 愛読書：おやゆび姫

## CM
1. モバゲータウン 会議室篇（2007/8 - ）
2. モバゲータウン タクシー篇（2007/8 - ）
3. モバゲータウン 基地篇（2007/12 - ）
4. モバゲータウン ポータル篇（2008/1 - ）

「会議室篇」と「基地篇」にはCMと連動したFLASHゲームが存在し、モバゲータウン内で配信されている。

## グッズ
- モバゲーTOWN モバゆびストラップ
- モバゆびMOGUクッション（非売品）

## キャラクター展開
- 2009年12月3日発売の『ファンタシースターポータブル2』にこのキャラをモチーフとした武器が登場する[1]。